# Supranivka, Pidvolociîsk
Supranivka (în ucraineană Супранівка) este localitatea de reședință a comunei Supranivka din raionul Pidvolociîsk, regiunea Ternopil, Ucraina.

## Demografie
Componența lingvistică a localității Supranivka
     Ucraineană (99,74%)
     Alte limbi (0,26%)
Conform recensământului din 2001, majoritatea populației localității Supranivka era vorbitoare de ucraineană (99,74%), existând în minoritate și vorbitori de alte limbi.